# 不動寺 (群馬県南牧村)
不動寺（ふどうじ）は、群馬県甘楽郡南牧村にある黄檗宗の寺院。

## 歴史
奈良時代、行基によって開山された。行基自らが彫った不動明王を安置する草庵が当寺の起源である。
1675年（延宝3年）、潮音道海によって中興され、黄檗宗の寺となった。潮音道海は江戸幕府第5代将軍徳川綱吉の帰依を受けており、最盛期には200の末寺を擁していたという。
「上州の奥ノ院」「厄除け不動」として、庶民の信仰を集めたという。

## 文化財
- 黒滝山の大スギ（群馬県指定天然記念物 昭和27年11月11日指定）[3]

## 交通アクセス
- 下仁田ICより車25分。